# Nakajima Ki-27
Nakajima Ki-27 (Setsu lub Otsu; amerykańskie oznaczenie kodowe Nate, we wcześniejszych latach używano nazwy kodowej Abdul) – japoński samolot myśliwski zaprojektowany i zbudowany w 1936 roku w wytwórni Nakajima Hikoki K.K. w Ota.

## Historia
Lotnictwo Cesarskiej Marynarki Wojennej wyraziło zainteresowanie koncepcją dolnopłata wolnonośnego i w kwietniu 1932 roku wydało specyfikację 7-shi kanjō sentōki. Powstała na tej podstawie nieudana konstrukcja Mitsubishi 1MF10 z napędem 14-cylidnorwego silnika gwiazdowego Mitsubishi A-4 oraz Nakajima NK1F, który był również niewypałem. Zadanie zostało powierzone również firmie Kawasaki. Samolot oznaczony został Ki-5, z chłodzonym cieczą 12-cylindorwym silnikiem rzędowym w układzie V. Jednak sporo wad zmusiło do przerwania prac nad nim.
We wrześniu 1934 roku został ogłoszony konkurs na nowy samolot. Skonstruowany w firmie Nakajima Ki-11 miał układ dolnopłata bez skrzydeł wolnonośnych. Mimo dobrych osiągów poniósł porażkę z konkurencyjnym Kawasaki Ki-10. W lutym 1934 roku Lotnictwo Marynarki wydało kolejną specyfikację. Powstał na podstawie nich Ka-14, który został przyjęty na uzbrojenie w 1936 roku. Prototyp samolotu Ki-18 ukończony został w sierpniu 1935 roku. Po serii testów Lotnictwo Armii zrezygnowało z Ki-18 i skierowano do firm Kawasaki, Mitsubishi, Nakajima zapytanie o nowe dolnopłaty wolnonośne.

### Nakajima PE
Samolot Nakajima Ki-27 został zaprojektowany przez T. Koyamę, pod nadzorem dr inż. Hideo Itokawy, w japońskiej wytwórni lotniczej Nakajima Hikoki K. K. w 1935 roku. Był to lekki jednomiejscowy samolot myśliwski w układzie dolnopłata z zakrytą kabiną, konstrukcji półskorupowej, napędzany silnikiem gwiazdowym, ze stałym klasycznym podwoziem o całkowicie oprofilowanych goleniach i z owiewkami na kołach. Ważnym warunkiem było utrzymanie najniższej masy płatowca i dobrej aerodynamiki. Daleko wysunięty wiatrochron miał posiadać zamontowany celownik lunetowy. Kadłub zwężał się za silnikiem, a aby uniknąć rosnącej masy samolotu zastosowano stałe podwozie. Skrzydła były proste trapezowe, trójdźwigarowe. Zaprojektowany samolot otrzymał oznaczenie Typ P.E.
Projektem takiego samolotu zainteresowało się dowództwo lotnictwa armii japońskiej, które chciało wprowadzić do uzbrojenia nowoczesne samoloty myśliwskie o zbliżonych właściwościach do najlepszych wówczas samolotów – angielskiego Hawker Hurricane Mk I i niemieckiego Messerschmitt Bf 109B.
W związku z zainteresowaniem lotnictwa armii na początku 1936 roku przystąpiono do budowy prototypu tego samolotu. Prototyp ukończono w lipcu 1936 roku, a do jego napędu zastosowano silnik gwiazdowy Nakajima Ha-1a o mocy 650 KM (478 kW). Samolot miał konstrukcję całkowicie metalową. Prototyp oblatano 15 października 1936 roku, podczas prób w locie wykazywał on poprawne właściwości pilotażowe. Konstruktor T. Koyama postanowił jeszcze je poprawić – poprzez zwiększenie powierzchni nośnych skrzydeł i wprowadzeniu szeregu innych drobnych poprawek w konstrukcji.

### Prototypy Ki-27
Pierwszy gotowy prototyp 15 października 1936 roku oznaczony został jako Ki-27. Posiadał całkowicie zakrytą kabinę i gładką osłonę silnika. Osłona kabiny miała długi wiatrochron, odsuwaną limuzynę i przeszklony garb. Reszta konstrukcji nie uległa zmianie.
Podczas prób w Instytucie Badawczym Lotnictwa Armii drugi z prototypów osiągnął prędkość maksymalną 468 km/h na wysokości 4000 m, a wysokość 5000 m osiągnął w czasie 5 minut i 38 sekund. W instytucie podany został próbom porównawczym z innymi podobnymi samolotami: Kawasaki Ki-28 i Mitsubishi Ki-33. W czasie tych prób stwierdzono, że ma nieco gorsze osiągi, ale zdecydowanie lepszą zwrotność po wymianie skrzydeł. W lutym 1937 roku zakończyła się budowa drugiego prototypu.
W związku z tym lotnictwo armii zamówiło w wytwórni Nakajima pierwszą serię 10 samolotów oznaczoną jako Nakajima Ki-27. Wyprodukowano ją w okresie czerwiec – grudzień 1937 roku i przesłano do jednostek lotniczych. Samoloty posiadały te same skrzydła, co drugi prototyp. Zmieniono wiatrochron na krótszy z celownikiem lunetowym i powiększono statecznik pionowy. W grudniu 1937 roku uruchomiono wielkoseryjną produkcję samolotów myśliwskich, którą oznaczono jako Nakajima Typ 97 Ki-27a. Wkrótce do napędu samolotu zaczęto używać nowych silników Nakajima Ha-1b o mocy 780 KM (574 kW) i rozpoczęto produkcję nowej wersji oznaczonej jako Nakajima Typ 97 Ki-27b.

### Produkcja
Produkcję rozpoczętą w styczniu 1938 roku w zakładach nr 1 w Ōta na wschód od Tokio. Liczba stworzonych samolotów w ciągu roku wyniosła 242, natomiast już w 1939 aż 453 sztuki, w 1940 - 590, w 1941 - 44 sztuki. Zdołano jeszcze wyprodukować od listopada do grudnia 1942 roku - 289 egzemplarzy. Łącząc w całość powstało 2019 samolotów Ki-27. Samoloty oznaczone były numerami od 113 i od 5001. W trakcie produkcji jedyną zmiana było wymiana osłony kabiny na całkowicie przeszkloną. W lipcu i sierpniu 1940 roku zbudowano ponadto dwa prototypy doświadczalne oznaczone jako Nakajima Ki-27KA1. Produkcję samolotów tego typu zakończono w 1942 roku. Samoloty zbudowano w wytwórni Nakajima Hikoki K.K. w Ōta i na licencji w zakładach Tachikawa – Mansyu Hikoki Seizo K.K. w Harbinie.

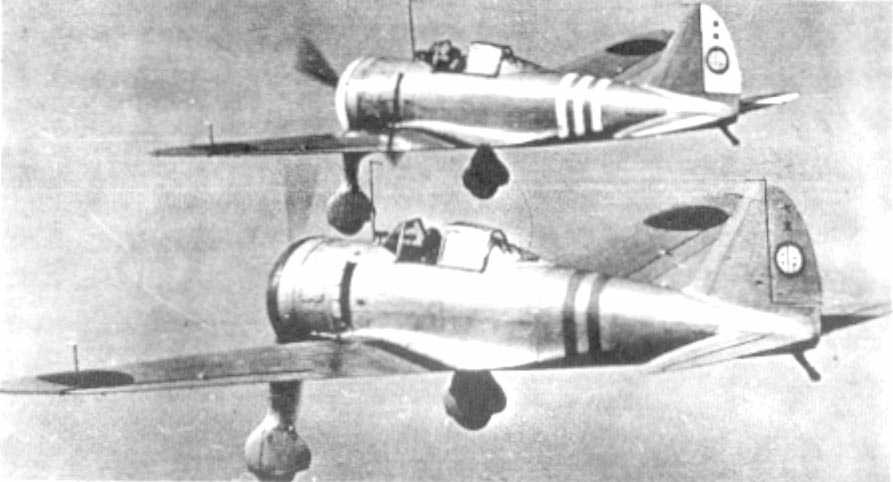
Para samolotów Nakajima Ki-27 'Otsu'

#### Wersje[6]
W lecie 1940 roku dokonano zmian w dwóch egzemplarzach. Oznaczono je jako Ki-27 Kai. Samoloty prawdopodobnie miały zamontowany jeszcze jeden zbiornik paliwa w kadłubie. Pogorszyły się przez to właściwości lotne przy pełnym zatankowaniu, gdyż środek ciężkości przesunął się do tyłu konstrukcji. Testowane również były nowe rodzaj klap i podwozia. Oba Ki-27 Kai przetrwały do końca wojny.
Z wycofaniem myśliwców z frontu oddawano samoloty do jednostek szkolnych, gdzie służyły do końca wojny. Zazwyczaj używane były bez uzbrojenia i radiostacji, a ich właściwości lotne dały opracowanie wersji dwuosobowej. Przebudowanych egzemplarzy miało być w ilości 10 sztuk.
W 1943 roku z fabryce Tachnikawa przerobiono jeden z samolotów na doświadczalny K-1 w celu badania właściwości aerodynamicznych skrzydeł o opływie laminarnym.

## Użycie w lotnictwie
Samoloty Nakajima Ki-27a i Ki-27b były podstawowymi samolotami myśliwskimi lotnictwa armii japońskiej końca lat trzydziestych i początku lat czterdziestych.
Pierwsza jednostka jaka otrzymała te samoloty to 2. Hikō Saitai, stacjonujący w Yuncheng w Chinach. Końcem marca 1938 roku do Chin dotarło kolejne 4 samoloty. Potrzeba była przeprowadzenia testów podczas wojny. Dziewiczy lot bojowy wykonany został 9 kwietnia 1938 roku ale do walki w powietrzu nie doszło. Pierwsza walka nastąpiła 10 kwietnia nad miejscowością Guide gdzie trzy Ki-27 i dwanaście Ki-10 spotkało się z chińskimi myśliwcami I-15bis. Piloci Ki-27 tracąc jedną maszynę, zaprotokołowali zestrzelenie czterech samolotów przeciwnika. Pierwszą jednostką, która była tylko i wyłącznie uzbrojona w Ki-27 była 29. Sentai, którą sformowano w lipcu 1938 roku, a do końca roku nowe samoloty otrzymały kolejne 4 oddziały.
Kolejną możliwością wykorzystania w walce nowych samolotów było zastosowanie ich w walkach z wojskami radzieckimi nad jeziorem Chasan w okresie 29 lipca – 11 sierpnia 1938 roku oraz w rejonie rzeki Chałchyń-Goł. Poniesione tutaj zostały znaczne straty, pomimo że posiadano przewagę. Straty były tak duże, że przez następny rok przezbrojono jedynie dwa oddziały w Ki-27.
Walki zdarzały się od 11 maja 1939 roku do sierpnia 1939 roku, w wojnie z Chinami od 1938 roku do połowy 1943 roku, a także w latach 1940–1943 w walkach z samolotami brytyjskimi, francuskimi i holenderskimi nad Birmą, Malajami, Indonezją i Filipinami.
Wzrost produkcji samolotu dał możliwość w latach 1940-41 na sformowanie pięciu nowych grup myśliwskich i dwóch eskadr. W 1941 roku na wyposażenie lotnictwa zaczął być dostarczany następca Ki-43. Jednak w chwili wybuchu wojny na Dalekim Wschodzie 8 grudnia 1941 roku, frontowe jednostki lotnictwa były w większości wyposażone w Ki-27 bo aż 15 z 17 sentai i dwie z trzech dokuritsu chūtai. Na wiosnę 1942 roku po końcu ofensywy na południe, wznowiono przezbrajanie jednostek.
Starano się tworzyć nowe jednostki, uzbrajając je w wycofywane samoloty, którym wyznaczono cel w postaci obrony Chin, Mandżurii i wysp macierzystych. Ostatnim wykorzystaniem samolotu w postaci czysto bojowej było wlatywanie samolotów z dodatkiem bomb w wybrane cele. Wśród pilotów samoloty odznaczyły się pozytywną opinią jako zwrotne, szybkie oraz łatwe w pilotażu jak i obsłudze technicznej. Mankamentem okazał się jednak brak osłony pilota i zbiorników paliwa.
Od połowy 1943 roku większość samolotów Nakajima Ki-27 przerobiono sukcesywnie na dwumiejscowe samoloty szkolne Nakajima Ki-79. Część samolotów myśliwskich Nakajima Ki-27 przetrwała jednak w jednostkach do końca II wojny światowej.

### Nazwa Kodowa
Alianci znali znacznie wcześniej ten typ samolotu jeszcze przed wybuchem wojny. Po wprowadzeniu oznaczenia kodowego w 1942 roku nadano mu nazwy Clint i Nate. Wynikało to z obszaru działania, gdzie był obserwowany, lecz po potwierdzeniu jednolitości samolotu zaprzestano używania nazwy Clint.

### Lotnictwo Tajlandzkie[12].
Początkiem 1942 roku Tajlandia jako sojusznik otrzymało wsparcie w postaci samolotów, a wśród nich 12 sztuk Ki-27. Dotarły na miejsce 14 stycznia. W nowym lotnictwie otrzymał nazwę Bin Khap Lai 12 (B.Kh.12). W grudniu 1941 Japończycy szkolili tajskie załogi na nowe samoloty. Jednostki do których trafiły uzupełniły amerykańskie myśliwce będące na wyposażeniu. Misją bojową w jakiej wzięły udział to 6 lutego 1942 eskortowały lekkie bombowce Ki-30 podczas nalotu na Chiny, co trwało do 19 lutego. Nie odnotowano żadnych starć z wrogiem podczas patroli więc przywrócono samoloty do eskort bombowców.
31 grudnia 1943 amerykańskie bombowce B-24 Liberator leciały dokonać kolejnego nalotu przeciwko którym skierowano sześć Ki-27. Nie zestrzelono jednak ani jednego bombowca mimo braku eskorty myśliwskiej. Największe starcie zaszło 11 listopada 1944 roku kiedy dziewięć P-51 Mustang było w trakcie rozpoznania, atakując napotkane cele. Przeciwko nim skierowano pięć Ki-27. Za cenę utraty pięciu samolotów piloci tajlandzcy zestrzelili jednego amerykańskiego P-38, których eskadra leciała obok, będąc następnie sami zestrzeleni przez Mustangi. Mimo uzupełnień na końcu wojny Ki-27 zostały wycofane z powodu braku części zamiennych. W kwietniu 1945 na służbie znajdowało się jeszcze 17 sztuk Ki-27, z czego 10 sprawnych.

### Lotnictwo Mandżukuo[13].
W 1942 roku dostarczono około 30 egzemplarzy do Korpusu Lotniczego Narodowych Sił Zbrojnych Mandżukuo, gdzie służyły do końca wojny. Zadaniem ich była obrona kraju, jak i szkolenie załóg. Pod koniec 1944 roku próbowano przechwycić Boeinga B-29, jednak zbyt słabe uzbrojenie nie dało efektu, próbowano więc użyć metody taranowania. Pierwszy raz zrobiono to skutecznie 7 grudnia 1944 roku podczas nalotu 108 B-29. Strącono w ten sposób 4 bombowce amerykańskie. Później powtórzono tę metodę 21 grudnia podczas nalotu 48 B-29, gdzie udało się strącić jeden z nich.

### Egzemplarze Zdobyczne[14].
6 lipca 1939 doszło do przymusowego lądowania samolotu z powodu awarii silnika w Chinach. Pilot został uratowany przez innego Ki-27, a samolot wpadł w ręce Chińczyków. Maszyna okazała się w pełni sprawna. Szczegółowy przegląd oraz kilka lotów próbnych dały podstawy do raportu o konstrukcji. Później udało się zdobyć dwa kolejne egzemplarze podczas misji zwiadowczej.
W 1939 roku uszkodzony Ki-27 przypadł również Rosjanom. Podczas walk celnie ostrzelany i uszkodzony został zmuszony do lądowania na terenie Mongolii. Pilot został uratowany przez inny Ki-27, a samolot przejęty. Przewieziono go pod Moskwę, gdzie nastąpiła jego naprawa i przegląd oraz poddanie testom w locie.

## Muzea[14].
Jedyny samolot w stanie kompletnym jest w muzeum Tachiarai Heiwa Kinenkan w Chikuzen.
Wrak samolotu został znaleziony 10 września 1996 roku na dnie zatoki Hakata na głębokości 3 metrów podwoziem do góry. Egzemplarz został oczyszczony, w miarę możliwości wyremontowany i zakonserwowany, a następnie oddany do muzeum. Samolot 14 kwietnia 1945 miał zostać przekazany po dwóch międzylądowaniach do jednostki samobójczej, jednak awaria silnika zmusiła pilota do wodowania.
Fragmenty skrzydeł i silnika znajdują się w Royal Thai Air Force Museum w Don Muang na Tajlandii. Szczątki odnalezione w styczniu 1981 roku na dnie Zatoki Tajlandzkiej.